# ヴェーラ・チャプリナ
ヴェーラ・ヴァシリエヴナ・チャプリナ（露: Вера Васильевна Чаплина、英: Vera Vasilievna Chaplina、1908年4月24日 - 1994年12月19日）は、ソビエト連邦およびロシアの児童文学作家、動物文学作家、動物園職員:78。「チャプリナ」は「チャプリーナ」とも表記される。30年以上の間、モスクワ動物園に尽力した:80。およそ1年半の間、仔ライオンを自宅アパートで飼育したことでも知られる。著書の総発行部数は、2019年時点で2000万部を超えている。1941年-1945年大祖国戦争勇敢労働記章などを受章した。

## 生涯

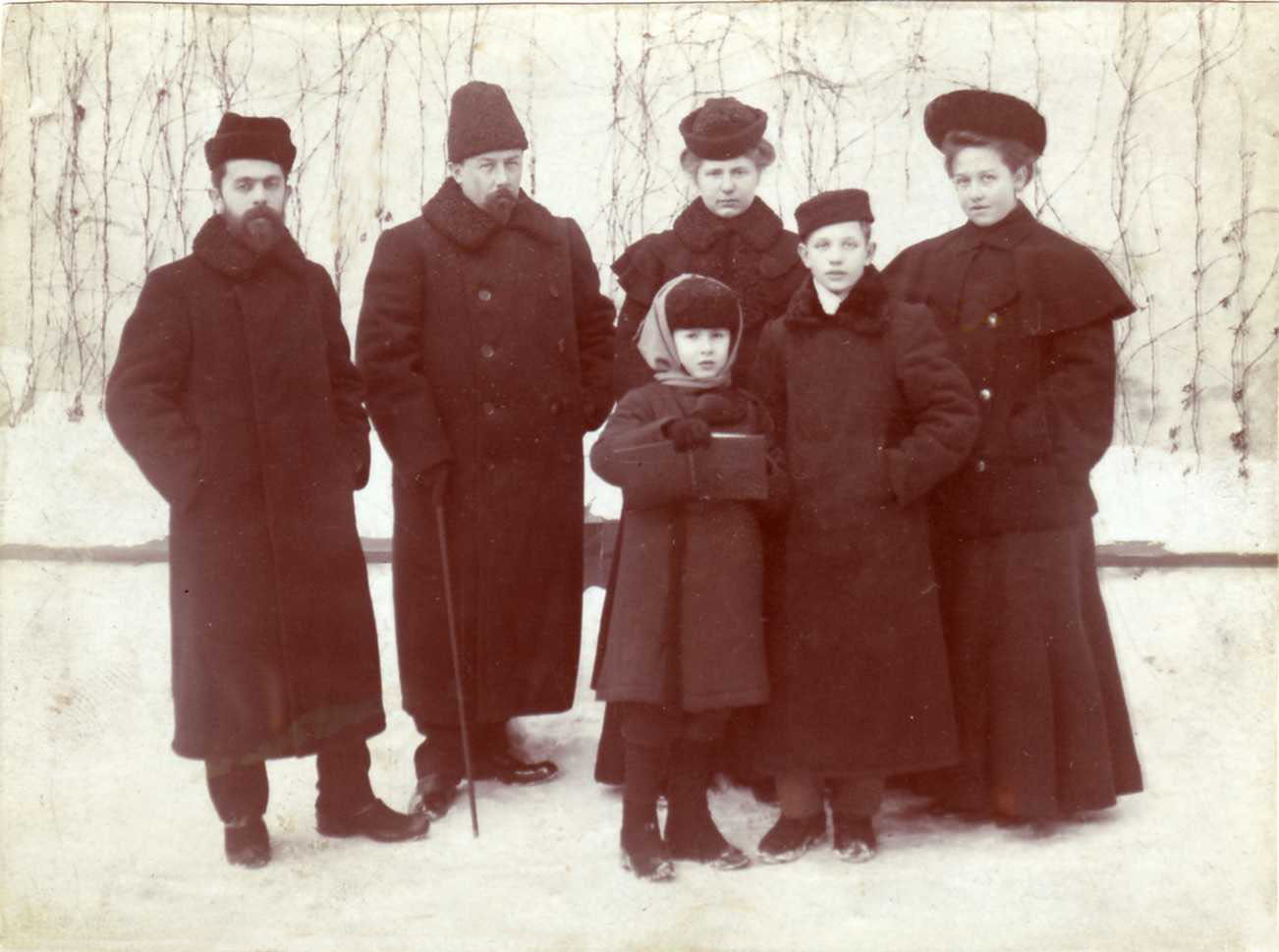
家族写真。（左から2人目）祖父ウラジーミル・チャップリン、コンスタンチン・メーリニコフ（右から2人目の少年）、リディア・ヴラジーミロヴナ・チャプリナ（右端、ヴェーラの母）。モスクワ、1904年

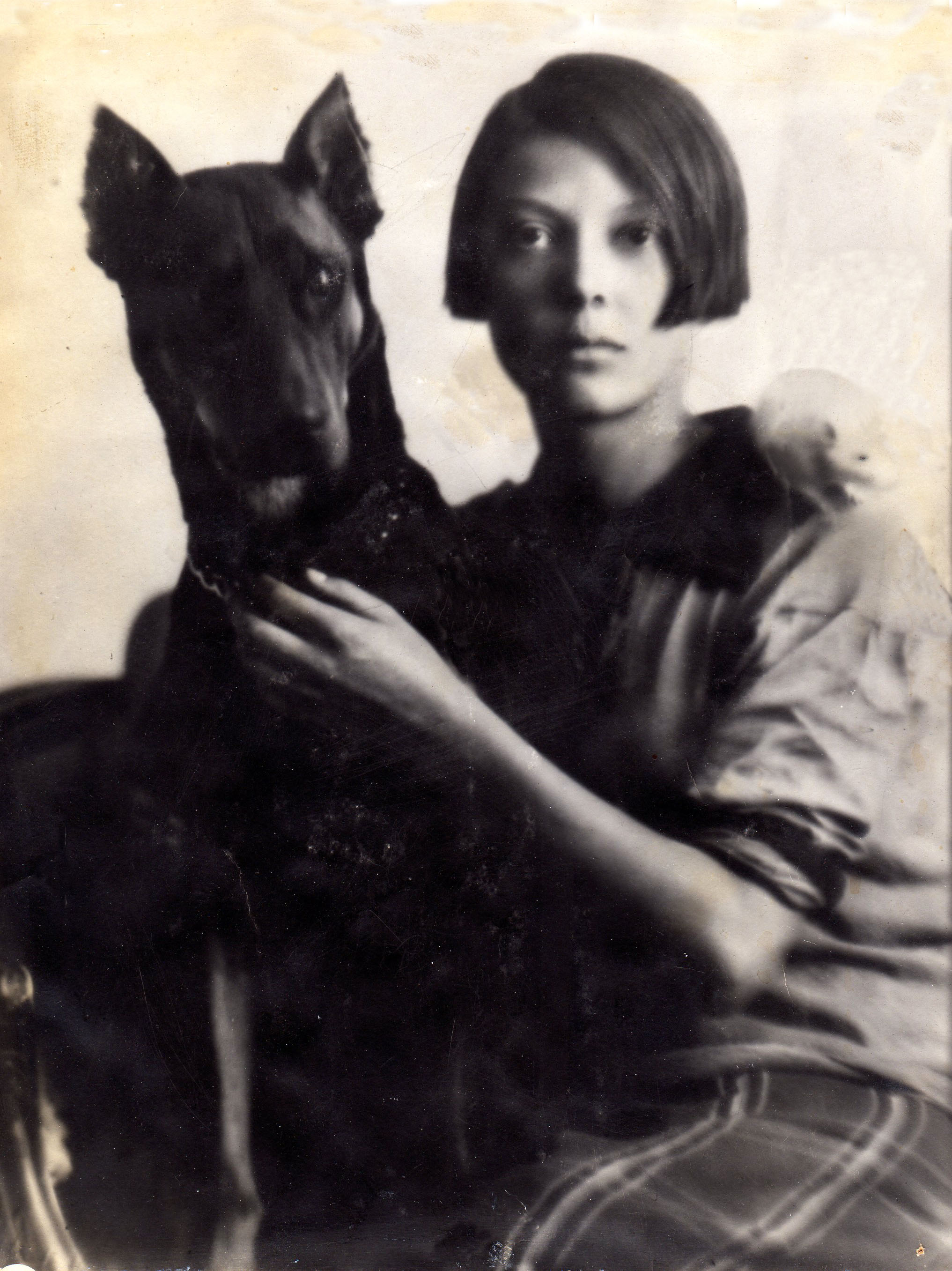
ドーベルマンのレディと（1926年、18歳）

### 生い立ち
モスクワ生まれのヴェーラ・チャプリナの生家はボリシャヤ・ドミトロフカ通り16番にあり、祖父ウラジーミル・チャップリンの屋敷であった:78。母方のチャップリン家は代々、貴族の家系である。祖父は暖房および換気の設備を専門とする技術者であり、建築家のコンスタンチン・メーリニコフを教育した人物でもある:78。父親のヴァシーリー・ミハイロヴィッチ・クティリン（Василий Михайлович Кутырин）は、モスクワ大学法学部出身の弁護士であった:78。母親のリディア・ヴラジーミロヴナ・チャプリナ（Лидия Владимировна Чаплина）は、モスクワ音楽院をピアノ専攻で卒業した:78。
ヴェーラは3人きょうだいの真ん中に生まれ、1歳年上の兄はヴァーシャ（Вася）、1歳年下の妹はヴァーリャ（Валя）という名前である。チャプリナは幼少期から家でペットを飼っており、動物に対する愛情が強かった。これは父方の祖父、ミハイル・ドミトリエビッチ・クティリン（Михаил Дмитриевич Кутырин）の影響を受けたとされる。こちらの祖父は犬を溺愛し、帝国ロシア動植物環境適応協会の会員でもあった。
1917年の十月革命の後に発生したロシア内戦でモスクワ市内は混乱し、当時10歳であったチャプリナは家族とはぐれてしまい、道に迷っているところを警察に保護されてタシュケントの孤児院に送られた:78。院では、ひよこや仔猫、仔犬を飼うことが認められた:51。チャプリナは後に「この悲劇を乗り越えるのに、ペットに対する愛情が役に立った」と当時の胸の内を語っている:78。母親が探し当てた1923年、チャプリナは15歳になっていた。一緒にモスクワに戻ったチャプリナは、まもなく動物園に通い始める:78。

### モスクワ動物園へ

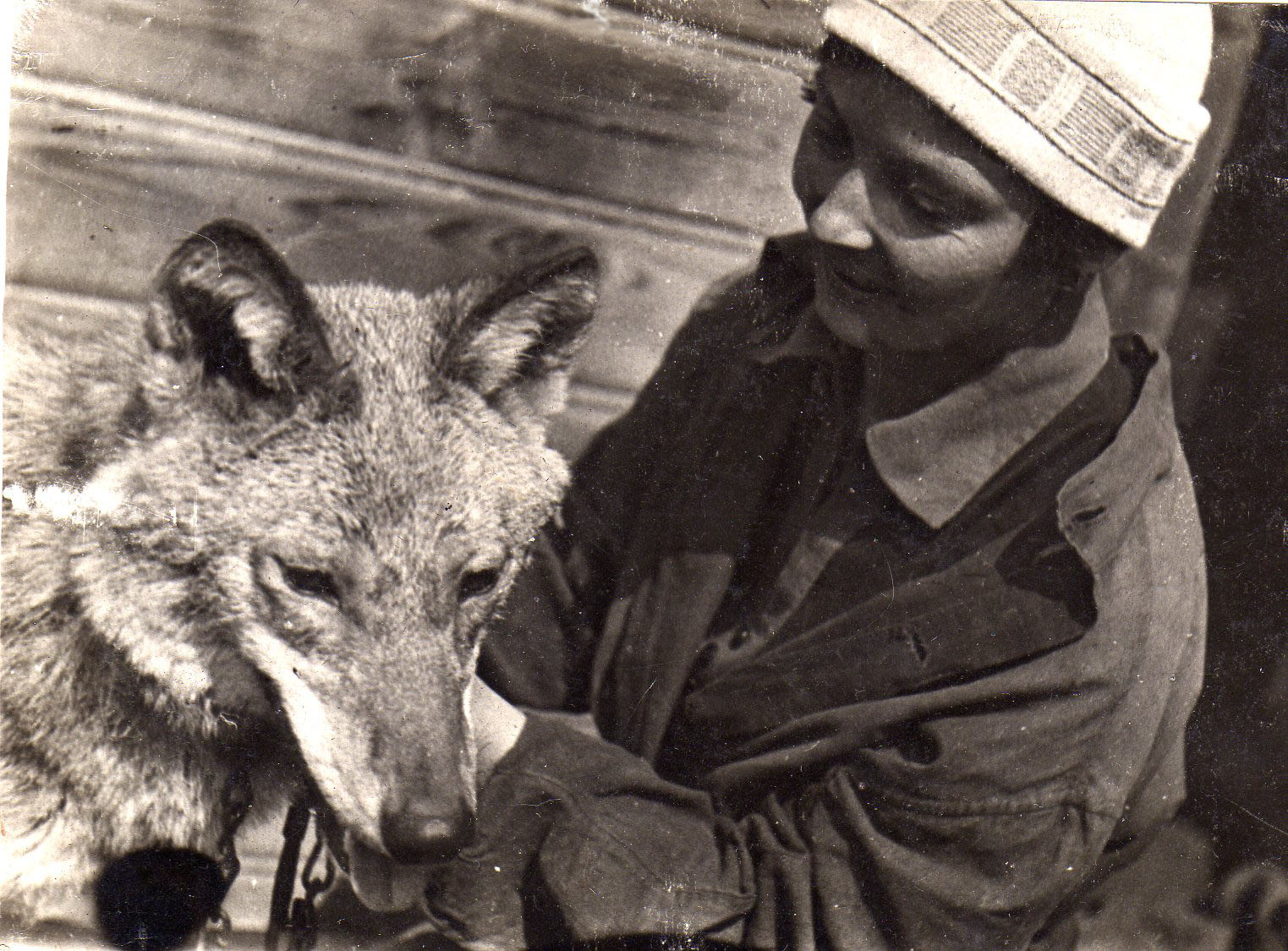
オオカミのアルゴとともに（1932年）

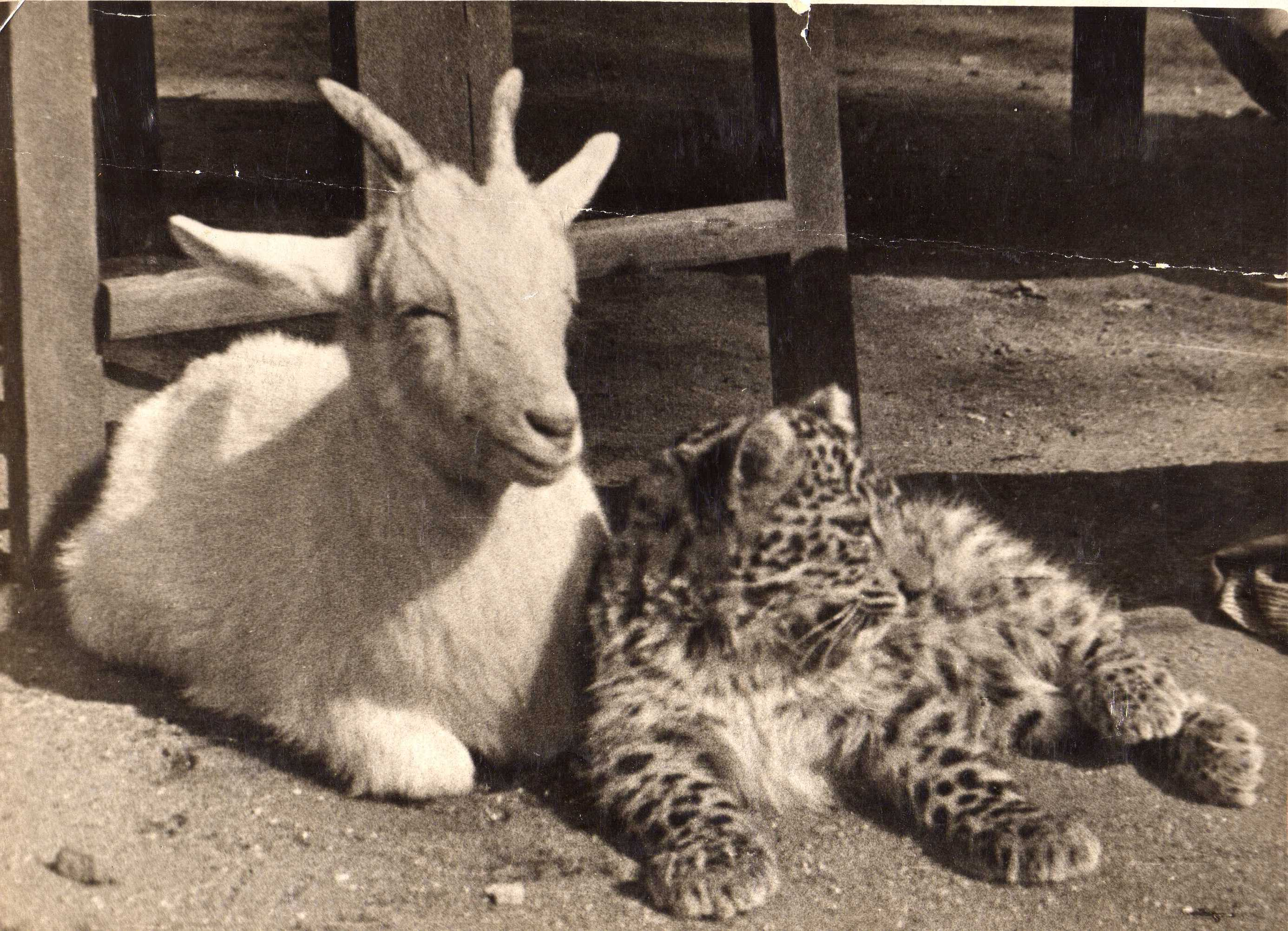
モスクワ動物園の展示〔幼い動物の遊び場〕

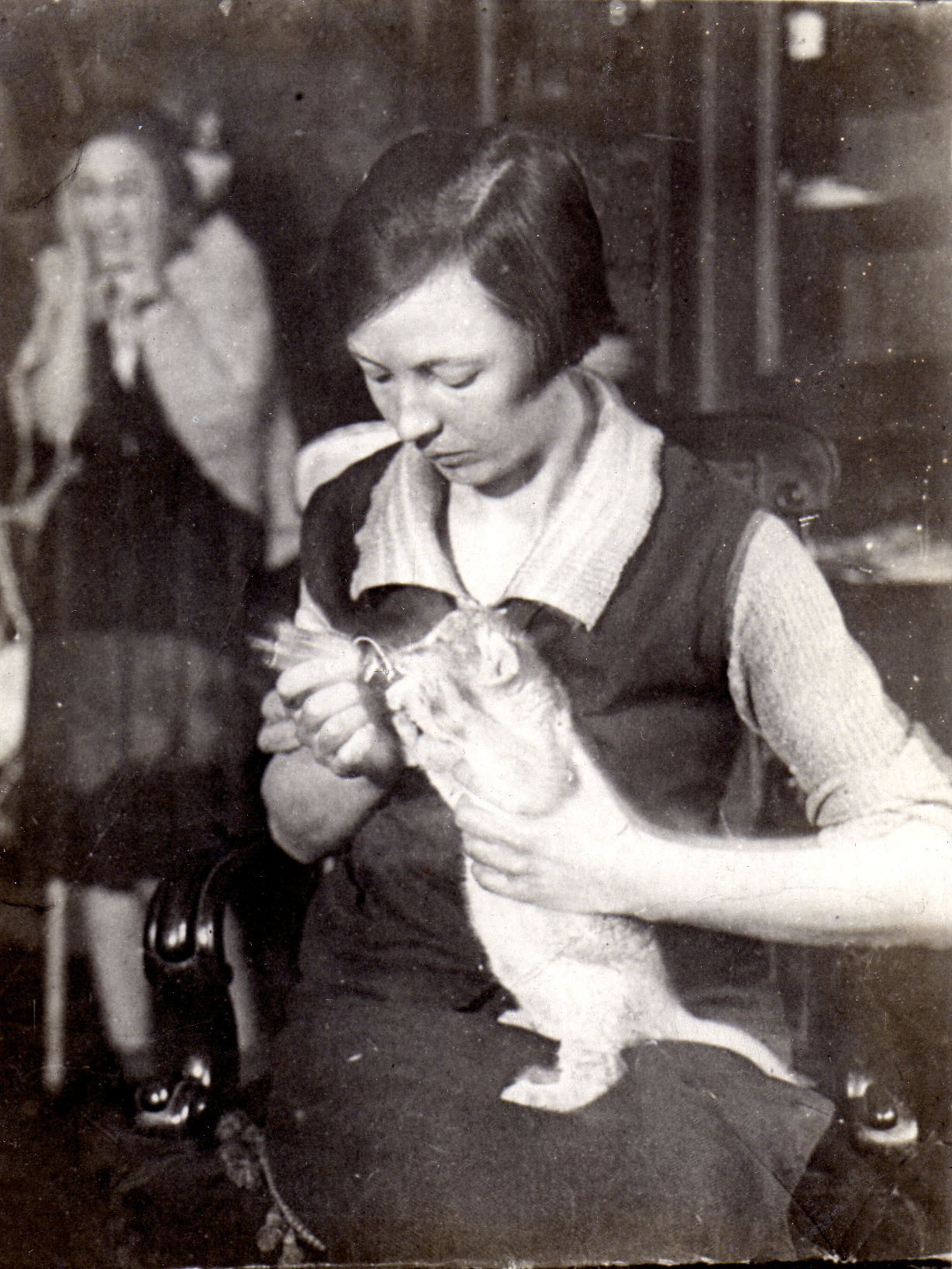
自宅で幼いキヌーリに授乳する（1935年）

1924年にモスクワ動物園青少年生物学者クラブ（「露: Кружок юных биологов зоопарка」）が設立され、チャプリナは同サークルを主宰するピョートル・マンテイフェルに誘われて加入する:78:52と、他のメンバーとともに動物園の職員の作業を手伝って、飼育動物に餌を与えたり、檻の中を掃除したり、動物の行動の観察を日誌に記録したりし始めた。この日誌の内容がチャプリナの最初の短編物語に反映されたことは、後年に明らかにされた。
1926年から1927年にかけて、チャプリナはオオカミのアルゴとともにいくつかの映画の撮影に参加する。アルゴは役を与えられチャプリナはトレーナー役で出演した。1927年の冬に、学生のアレクサンダー・ミハイロフ (Александр Михайлов) と出会い、1928年の春に2人は結婚している。翌1929年に息子のトーリャ (Толя) が誕生し、その次の年（1930年）には動物園の係員に採用される。
就職して3年目の1933年、25歳を迎えたチャプリナはモスクワ動物園の革新者になり、〔幼い動物の遊び場〕（露: Площадка молодняка Московского зоопарка）という展示を設けるよう提案し、実現すると自ら初代のリーダーとなる。

### 作家デビュー
1933年6月、チャプリナの最初の短編物語「Трильби」（Tryl'by 仮題：トリルビー）が『ヤング・ナチュラリスト』誌に掲載される。このすぐ後に、国立の児童文学出版所Детгиз（現・ジェーツカヤ・リテラトゥーラ）は、〔幼い動物の遊び場〕を主題にした書籍の出版契約をチャプリナと結ぶ:52。1935年、同出版所から短編物語集『Малыши с зелёной площадки』（Malyshi z zeronoy ploshchadki 仮題：鉄の遊び場の子供たち）が出版される:52。
1935年から1936年にかけて、ライオンのキヌーリを自宅アパートで育てる。この出来事は新聞やニュースでさかんに報道され、1935年の秋には国内だけでなく外国にも広く知れ渡ることとなった。様々な国から多くの便りが届くようになり、チャプリナの住所を詳しく知らない人でも、宛て先として単に「モスクワ動物園、キヌーリ・チャプリナ」あるいは「モスクワ、ボリシャヤ・ドミトロフカ、チャプリナさんちのキヌーリ」と書くだけで作家チャプリナの手元に配達された:79:52。1935年12月、アメリカ合衆国の新聞『クリスチャン・サイエンス・モニター』がチャプリナとキヌーリについて大きく取り上げる:79。
1937年、物語集『Мои воспитанники』（Moi vospitanniki 仮題：私の生徒たち）が発表される。物語『キヌーリ』も収録したこの物語集は好評を博し、後に外国でも出版されている。1937年、チャプリナはモスクワ動物園の捕食動物部門の責任者に昇進する:52。1938年6月、イギリスの『マンチェスター・ガーディアン』紙（現・ガーディアン紙）がチャプリナと動物たちを記事に書いて掲載する。1939年、物語集『My animal friends』がイギリス・ロンドンのジョージ・ラウトレッジ・アンド・サンズ社から出版される:79。

### 戦争と戦後
大祖国戦争が始まると、戦火を避けて一部の動物とともにウラル動物園に疎開する。1941年5月、モスクワ動物園の特別な労働者として表彰され:80、1942年にウラル動物園の副園長となる:53。疎開先からモスクワに戻った1943年の春、モスクワ動物園の生産事業の長となる:53。1944年3月、モスクワ市経済優秀徽章（Nagrudnyy znak "Otlichnik gorodskogo khozyaystva Moskvy"）を受ける:80。1940年代後半からは、児童文学作家のゲオルギー・スクレビツキーとの共著も発表するようになる:80。
モスクワ動物園を辞した1946年より、執筆活動に専念する:80。1947年、『しろくまのこフォムカ』("Фомка-белый медвежонок") や改訂版『キヌーリ』などを収録した短編物語集『Четвероногие друзья』（Chetveronogiye druz'ya）が出版される。この作品は好評を博し、発売から数年後にはベルリンやワルシャワ、ブラチスラヴァやプラハでも刊行されている:80。スクレビツキーとベラルーシの西部へ旅行した後、1949年にエッセイ『В Беловежской пуще"』（V Belovezhskoy pushche 仮題：『ベロヴェジスカヤ・プシュチャで』）が出版される:80。1950年、レフ・カッシーリおよびサムイル・マルシャークに強く推薦されてソビエト連邦作家同盟に加入する:80。
チャプリナの著作は1950年代から1960年代にかけて、東ヨーロッパなど社会主義国の他に、アメリカ合衆国や日本、フランスやポルトガルなどに紹介された:81。1960年代から1970年代に英語の他、スペイン語、ドイツ語、ヒンディー語、ウルドゥー語、ベンガル語、韓国語など多くの言語に翻訳されて出版された。1994年に死去する。墓所は、モスクワのヴァガニコヴォ墓地である:78。

## キヌーリ

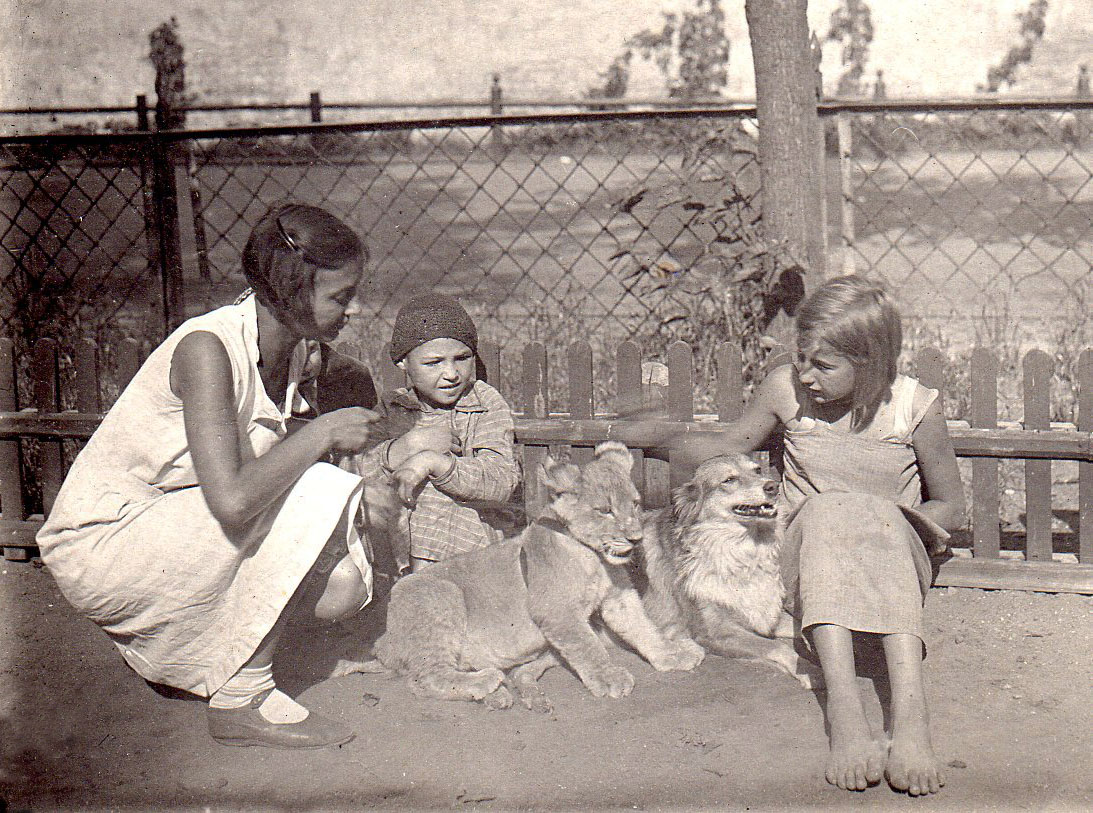
左からチャプリナ、児童、キヌーリ（中央）、シェットランド・コリーのペリ、児童（1935年夏）

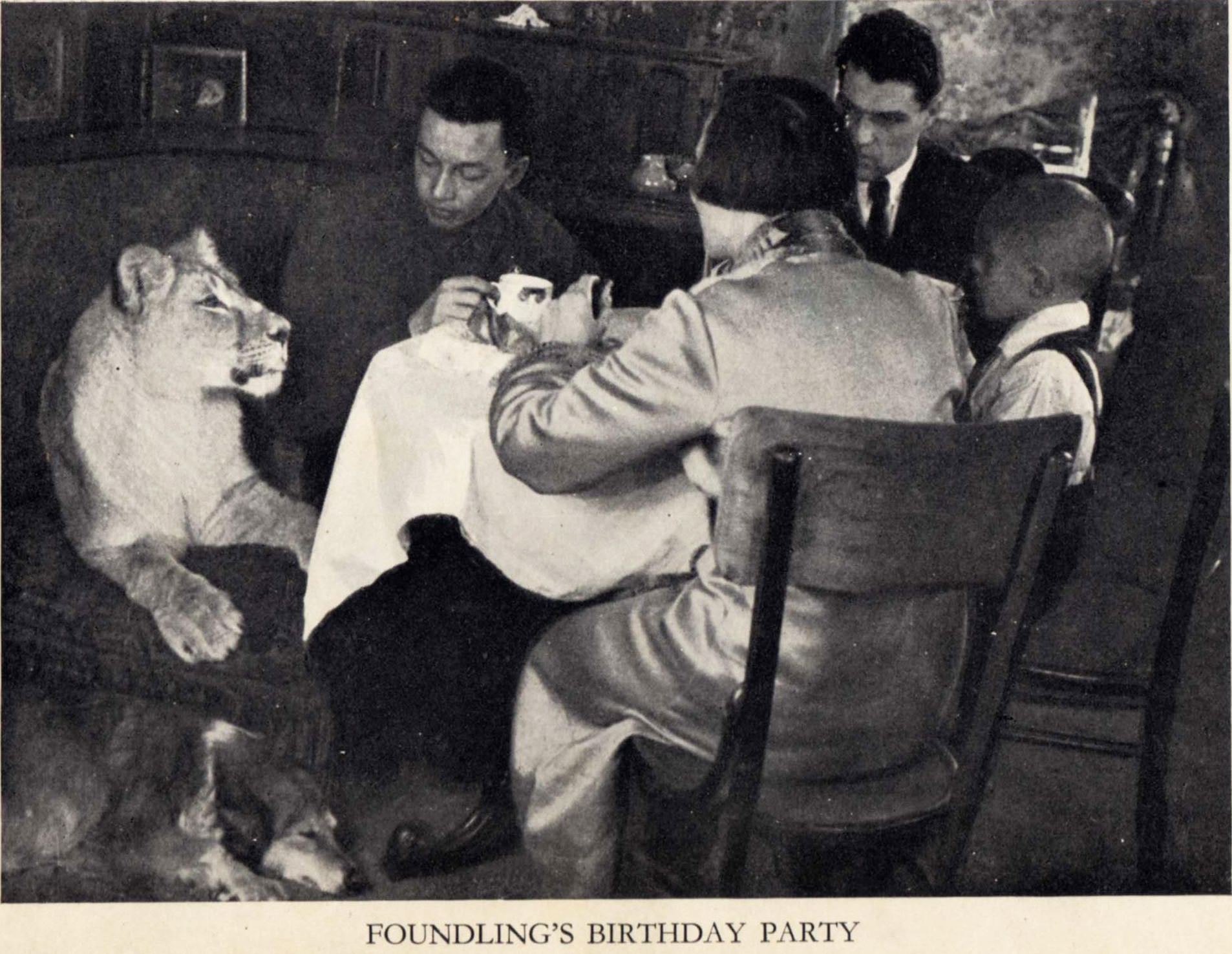
チャプリナの家族とキヌーリ（1936年春）

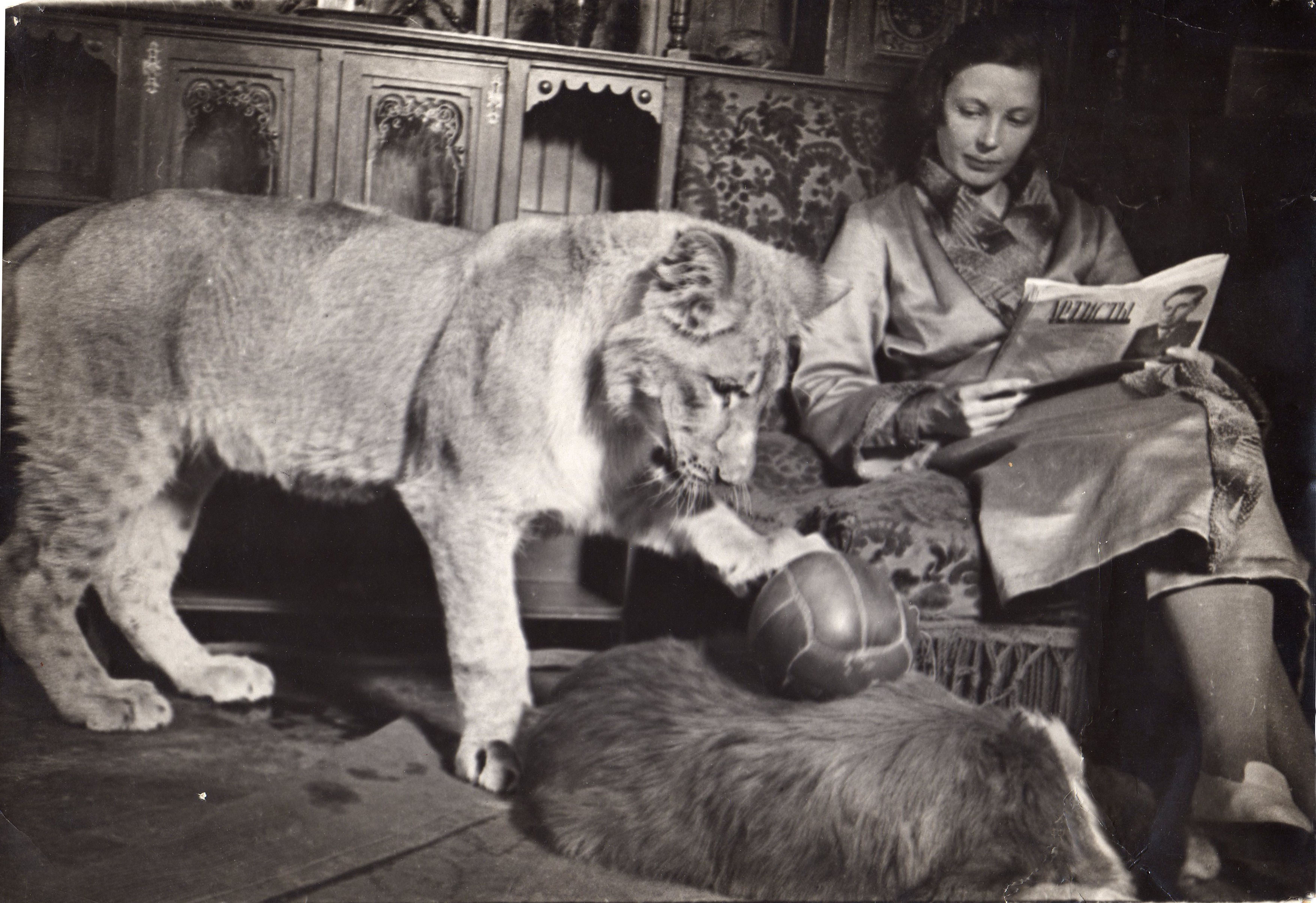
室内で遊ぶキヌーリ（1936年春）

1935年4月にモスクワ動物園でメスのライオンが生まれたが、母親が授乳などの育児をしようとせず、仔ライオンの健康状態が良くなかったため、チャプリナは、ボリシャヤ・ドミトロフカ通りの自宅アパートに連れて帰り養育することにした。ライオンは「取り残された子」という意味をもつキヌーリと名付けられた。チャプリナは哺乳瓶を使ってミルクを与え、飼い犬のシェットランド・シープドッグのペリ (Пери) は、キヌーリの身体を温めたり優しく舐めたりした。キヌーリは1年半ほどアパートで過ごした後、動物園に戻された。

## 受賞・栄誉
- 労働優秀記章（ロシア語版、英語版）[10][5]:80
- 1941年-1945年大祖国戦争勇敢労働記章（ロシア語版、英語版）[10][5]:80
- 退役軍人労働記章（ロシア語版、英語版）[10][5]:80
- モスクワ800周年記念記章（ロシア語版、英語版）[10][5]:80
- Нагрудный знак «Отличник городского хозяйства Москвы» (Nagrudnyy znak "Otlichnik gorodskogo khozyaystva Moskvy") [10][5]:80　モスクワ市経済優秀徽章はモスクワ市労働者議員評議会が発行する部門褒賞。

## 著作
児童文学者であり動物画も描いたヴェラ・ヴァシリエヴナ・チャプリナ（ミハイロワ、1908-1994）は作家生活およそ40年を捧げて、これらの物語を記した。著者自身の観察、友人や同僚が協力した動物園の動物の習性の記録から、魅力的で生き生きとした優しい物語をつむいだ。読者はライオンやオオカミ、キツネやセイウチ、カワウソやオウムその他の動物や鳥の生態について多くを学び、人間の弟のように振る舞う生き物の感動的な物語は、年齢を問わず深く響く。チャップリナが勤めたモスクワ動物園では、動物の子が種を問わず同じように親に見放されていた。チャプリナは「幼い動物の遊び場」という展示施設を発明し職員として組織しており、まったく異なる動物種の孤児をさまざまな組み合わせで共存させた。動物の赤ちゃんに餌を与える方法を独自に編み出し、あらゆる世話をした実体験を作品集にまとめていく。
- Малыши с зеленой площадки、1935年（仮題：『緑豊かな遊び場の子供たち』）
- キヌーリ（ロシア語版）、1936年
- В. Чаплина（V・チャプリナ）『Медвежонок Рычик и Его Товарищ / Medvezhonok Rychnik i ego tovarishchi』Д. Горлов.（D・ゴルロフ） イラスト、Детиздат T︡sK ВЛКСМ [デティズダットT︡sK コムソモール]、モスクワ、1936年。　動物園で過ごす子グマと友だちの犬の冒険。（仮題：『テディベアのライチクと仲間』）
- Мои воспитанники、1937年（仮題：『私の生徒たち』）
- Мохнатый детский сад、1937年[30]。Diaphoto、No. 371[31]（英: Shaggy kindergarten（仮題：『もふもふ幼稚園』）チャプリナ発明の展示施設「幼い動物の遊び場」。
- CHAPLINA, Vyera 著、Stephen Garry 訳（英語）『My animal friends』撮影者不明、Gtorge Routledge & Sons、London、1939年。挿絵入り。（仮題：『友だちは動物』）
- Четвероногие друзья、1947年（仮題：『4本足の友だち』）
- В Беловежской пуще、1949年、ゲオルギー・スクレビツキー（ロシア語版）との共著（仮題：『ベロヴェジスカヤ・プシュチャで』）
- Орлик、1954年（仮題：『鷲（わし）』）
- Питомцы зоопарка、1955年（仮題：『動物園のペット』）
- Друг чабана、1961年（仮題：『羊飼いの友人』）
- Несносный питомец、1963年（仮題：『こわいペット』）
- Крылатый будильник、1966年（仮題：『翼の生えた目覚まし時計』）
- Случайные встречи、1976年（仮題：『ランダムな出会い』）

電子書籍版
- Мухтар、規格不明（企画：Агентстве ФТМ, Лтд.株式会社FTMエージェンシー、Ink It、2013年）ISBN 9785446705108, 5446705106、OCLC 1463989651。（仮題：『ムフタル』）
- Испорченный отпуск、規格不明（企画：FTMエージェンシー、Ink It、2013年）ISBN 9785446705085, 5446705084、OCLC 1463975088。（仮題：『台無しの休暇』）
- Волчья воспитанница、規格不明（企画：FTMエージェンシー、Ink It、2013年）ISBN 9785446705078, 5446705076、OCLC 1463993855。（仮題：『狼の瞳』）
- Арго、規格不明（企画：FTMエージェンシー、Ink It、2013年）ISBN 9785446705054, 544670505X、OCLC 1463998095。（仮題：『アルゴ』）
- Чужой、規格不明（企画：FTMエージェンシー、Ink It、2013年）ISBN 9785446705122, 5446705122、OCLC 1463999254。（仮題：『見知らぬ人』）
- Фомка – белый медвежонок. Рассказы、規格不明（企画：FTMエージェンシー、Ink It、2013年）ISBN 9785457273818, 5457273814、OCLC 1463989569。（仮題：『ホッキョクグマの赤ちゃんフォムカ – 物語』）
- Варежка、規格不明（企画：FTMエージェンシー、Ink It、2013年）ISBN 9785446705061, 5446705068、OCLC 1463974811。（仮題：『ミトン』または『毛糸の手袋』）
- Вера Чаплина、ベラ・チャプリナ（ロシア語）『Питомцы зоопарка』（電子オーディオブック）Виктория Фатеева (朗読：ヴィクトリア・ファテエワ)（全文版）、Magic Dome Books, [S.l.]、2020年。　仮題『動物園のペット』[注釈 3]
- 児童書、小学生向け。Чаплина, Вера; ヴェラ・チャプリナ (2023) (ロシア語). Фомка - белый медвежонок / Fomka - belyĭ medvezhonok. Ситникова, Е.（E. Sitnikova）イラスト. ロシア、モスクワ市: Издательство АСТ[注釈 4]
- 児童書、小学生向け。仮題『鳥と動物について』Вера Чаплина（ベラ・チャプリナ）（ロシア語）『Рассказы про птиц и зверей』（電子書籍）АСТ, [S.l.]、2024年。[注釈 5]
- 中学生向け。仮題『白いプードル：ロシアの作家による物語』Александр Куприн、アレクサンドル・クプリン、Антон Чехов、アントン・チェーホフ、Аркадий Аверченко（アルカディ・アヴェルチェンコ（英語版））、Борис Житков（ボリス・ジトコフ（英語版））、Вера Чаплина（ベラ・チャプリナ）（ロシア語）『Белый пудель. Рассказы русских писателей （白いプードル：ロシアの作家による物語）』（電子書籍）АСТ, [S.l.]、2024年。[注釈 6]

日本語版
- チャプリーナ（Chaplina, Vera） 著、馬上 義太郎 訳『ソヴェト動物記』白揚社、1956年。 NCID BN13075096。
- チャプリーナ（Chaplina, Vera） 著、馬上 義太郎 訳『愛の動物記』（第3版）白揚社、1958年。 NCID BA42994005。

- オオカミのアルゴ[32]
- クマのボレツ（ロシア語版）[33]
- ハイエナのチュルカ[34]

| ロシア語版の記事 | 種             | 名前     |
| ---------------- | -------------- | -------- |
| Арго             | オオカミ       | アルゴ   |
| Борец            | ヒグマ         | ボレツ   |
| Кинули           | ライオン       | キヌーリ |
| Марьям           | ヒグマ         | マリアム |
| Раджи            | ベンガルトラ   | ラジャ   |
| Самсон           | キリン         | サムソン |
| Сиротка          | アムールトラ   | シロカ   |
| Шанго            | アジアゾウ     | シャンゴ |
| Фрина            | オランウータン | フリュネ |

### 絵および写真
次のような動物画家やイラストレーターが、チャプリナの著作に絵を描いた:80。
- ウラジーミル・コナシェーヴィチ（ロシア語版、英語版）
- アレクセイ・コマロフ（ロシア語版、英語版）
- ドミトリー・ゴルロフ（ロシア語版）（D・ゴルロフ）
- エヴゲーニイ・チャルーシン（ロシア語版、英語版）
- ヴァディム・トロフィモフ（ロシア語版）（V・V・トロフィモフ）
- ゲオルギー・ニコリスキー（ロシア語版）（ゲオルギー・E・ニコルスキー）
- エウゲーニー・ラチョフ

次のような写真家が、チャプリナの著作に添える写真を撮影した:80。
- ヴィクトル・アクロモフ（ロシア語版）（V・V・アクロモフ）
- エマヌイル・エヴゼリヒン
- サマリー・グラーリー（ロシア語版、フランス語版）
- マルク・マルコフ＝グリンベルク（ロシア語版）（M・B・マルコフ＝グリンベルク）

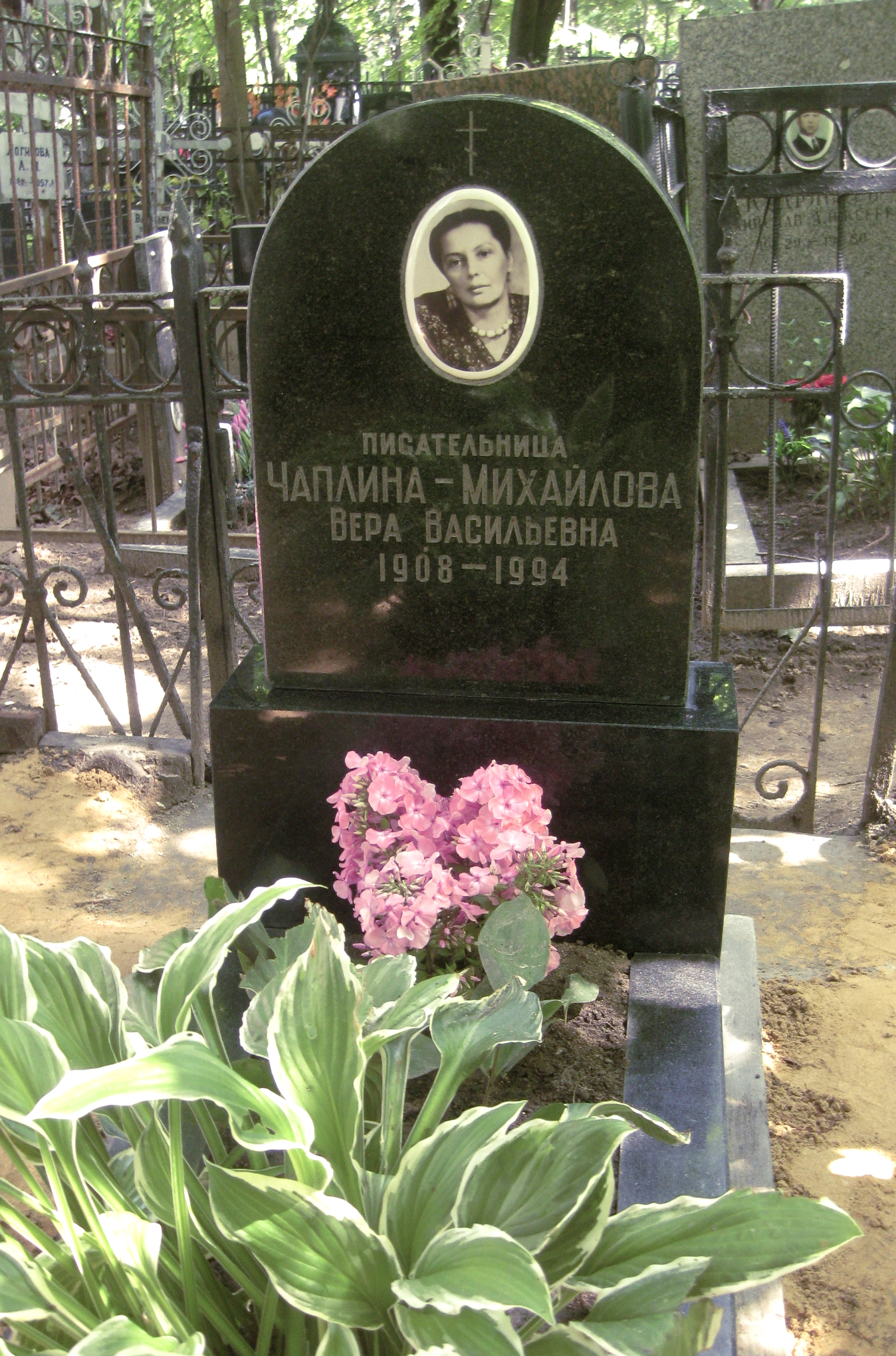
ヴァガニコヴォ墓地の墓所